# Eidson Road
Eidson Road è un census-designated place degli Stati Uniti d'America situato nella contea di Maverick dello Stato del Texas.
La popolazione era di 8.960 persone al censimento del 2010.

## Geografia fisica
Eidson Road è situata a 28°40′27″N 100°28′59″W (28.674215, -100.483153).
Secondo lo United States Census Bureau, ha un'area totale di 7,5 miglia quadrate (19 km²), di cui 7,1 miglia quadrate (18 km²) di terreno e 0,4 miglia quadrate (1,0 km², 4.95%) d'acqua.

## Società

### Evoluzione demografica
Secondo il censimento del 2000, c'erano 9.348 persone, 2.232 nuclei familiari e 2.077 famiglie residenti nella città. La densità di popolazione era di 1.315,2 persone per miglio quadrato (507,6/km²). C'erano 2.583 unità abitative a una densità media di 363,4 per miglio quadrato (140,3/km²). La composizione etnica della città era formata dal 76,48% di bianchi, lo 0,39% di afroamericani, lo 0,67% di nativi americani, lo 0,04% di asiatici, il 19,39% di altre razze, e il 3,03% di due o più etnie. Ispanici o latinos di qualunque razza erano il 98,44% della popolazione.
C'erano 2.232 nuclei familiari di cui il 61,3% aveva figli di età inferiore ai 18 anni, il 76,2% aveva coppie sposate conviventi, il 13,7% aveva un capofamiglia femmina senza marito, e il 6,9% erano non-famiglie. Il 6,3% di tutti i nuclei familiari erano individuali e il 3,0% aveva componenti con un'età di 65 anni o più che vivevano da soli. Il numero di componenti medio di un nucleo familiare era di 4,19 e quello di una famiglia era di 4,38.
La popolazione era composta dal 40,9% di persone sotto i 18 anni, il 10,4% di persone dai 18 ai 24 anni, il 26,8% di persone dai 25 ai 44 anni, il 16,1% di persone dai 45 ai 64 anni, e il 5,9% di persone di 65 anni o più. L'età media era di 24 anni. Per ogni 100 femmine c'erano 94,3 maschi. Per ogni 100 femmine dai 18 anni in giù, c'erano 91,8 maschi.
Il reddito medio di un nucleo familiare era di 19.355 dollari e quello di una famiglia era di 20.327 dollari. I maschi avevano un reddito medio di 18.393 dollari contro i 13.212 dollari delle femmine. Il reddito pro capite era di 6.115 dollari. Circa il 39,4% delle famiglie e il 41,7% della popolazione erano sotto la soglia di povertà, incluso il 49,5% di persone sotto i 18 anni e il 41,0% di persone di 65 anni o più.